# Насриди
Династија Насрида била је последња муслиманска династија у Шпанији. Владали су Емиратом Гранадом од 1238. до 1492. године. 

## Историја
Насриди су доживели свој успон након чувене битке код Лас Навас де Толосе у којој су Алмохади поражени од стране хришћана. Први насридски владар, Мухамед I бин Наср (1238-1272), био је вазал хришћанског краља Фердинанда III од Кастиље, а касније и Алфонса X. Он је отпочео изградњу Алхамбре и поставио темеље за просперитет Гранаде, примајући муслиманске избеглице из Севиље, Валенсије и других области. Насридски владари, наследници Мухамеда, слабе моћ државе услед династичких и фракцијских сукоба. Деле се између покорности хришћанској Кастиљи и савезништва са Маринидима из Феза у данашњем Мароку. Савез са Маринидима показао се као велика грешка. Довео је до пораза Јусуфа I (1333-1354) на реци Саладо 1340. године од стране Алфонса XI. Хришћанска Шпанија се 1469. године ујединила браком Фердинанда II Арагонског и Изабеле Кастиљске. Управо у то време отпочео је сукоб око насридског престола. Хришћани су немире у Гранади искористили да је заузму 1492. године. Тиме је окончана реконкиста и освојена последња муслиманска таифа. 

## Насриди

### XIII век
| Име владара               | Животни век                         | Почетак владавине | Крај владавине   | Белешке | Династија | Слика                 |
| Мухамед I ибн Наср арап.  | 1194 — 22. јануар 1273. (79 година) | 1238.             | 22. јануар 1273. | - Родоначелник династије Насрида; - Син Јусуфа ибн Насра; - 1246. — Постао је вазал Круне Кастиље; - Владао до смрти; - 1273. — избила је побуна емира у околини Гранаде: Мухамед је кренуо с војском да угуши побуну, али је упао у заседу и погинуо је . | Насриди   | [[Датотека: \|80п\|]] |
| Мухамед II ел Факих арап. | 1235 — 7. април 1302. (67 година)   | 22. јануар 1273.  | 7. април 1302.   | - Син Мухамеда I ибн Насра; - Колебао се између Марнинда и Круне Кастиље; - Грађански рат; - Владао до смрти . | Насриди   |                       |

### XIV век
| Име владара                                  | Животни век                                       | Почетак владавине | Крај владавине    | Белешке | Династија | Слика                 |
| Мухамед III од Гранаде арап.                 | 15. август 1257 — 7. април 1314. (57 година)      | 7. април 1302.    | 14. март 1309.    | - Син Мухамеда II ел Факиха; - Колебао се између Марнинда и Круне Кастиље: на крају се одучио за Круну Кастиљу; - 1309. — брат га је свргнуо с престола због непромишљене политике .                                     | Насриди   | [[Датотека: \|80п\|]] |
| Наср од Гранаде арап.                        | 2. новембар 1287 — 16. новембар 1322. (35 година) | 14. март 1309.    | 1314.             | - Син Мухамеда II ел Факиха; - Одлучио се за Марнинде и повео рат против Круне Кастиље; - 1314. — Исмаил из побочне линије Насрида га је свргнуо с престола .                                                            | Насриди   | [[Датотека: \|80п\|]] |
| Исмаил I од Гранаде арап.                    | 1279 — 6. јул 1325. (46 година)                   | 1314.             | 6. јул 1325.      | - Унук брата Мухамеда ибн Насра; - Водио је рат против Круне Кастиље у савезу са Марниндима; - Владао до смрти; - Убијен је у једној завери .                                                                            | Насриди   | [[Датотека: \|80п\|]] |
| Мухамед IV од Гранаде арап.                  | 1315 — 25. август 1333. (18 година)               | 6. јул 1325.      | 25. август 1333.  | - Син Исмаила I; - Водио је рат против Круне Кастиље у савезу са Марниндима; - Владао до смрти; - Обијен је од стране свог племства, које је било огорчено на његов савез с Марниндима .                                 | Насриди   | [[Датотека: \|80п\|]] |
| Јусуф I од Гранаде арап.                     | 9. јун 1318 — 19. октобар 1354. (36 година)       | 25. август 1333.  | 19. октобар 1354. | - Син Исмаила I; - Водио је рат против Круне Кастиље у савез са Марниндима; - 1340. — битка код Тарифе: потпун пораз Гранаде и њена судбина је запечаћена; - Владао до смрти; - Убио га манијак током молитве у џамији . | Насриди   | [[Датотека: \|80п\|]] |
| Мухамед V од Гранаде арап.                   | 4. јануар 1338 — 16. јануар 1391. (53 године)     | 19. октобар 1354. | август 1359.      | - Син Јусуфа I; - Сва власт је била у рукама везира Ридвана; - 1359. — уз помоћ једне завере је свргнут и побегао је Марниндима .                                                                                        | Насриди   | [[Датотека: \|80п\|]] |
| Исмаил II од Гранаде арап.                   | 2. октобар 1338 — 24. јун 1360. (22 године)       | август 1359.      | јун 1360.         | - Син Јусуфа I; - 1360. — син га је свргао с престола и погубио у Алхамбри . | Насриди   | [[Датотека: \|80п\|]] |
| Мухамед VI од Гранаде арап.                  | 1332 — 21. април 1362. (30 година)                | јун 1360.         | фебруар 1362.     | - Чукунунук Исмаила I; - 1362. — уз помоћ Круне Кастиље и Марнинда Мухамед V се вратио на власт и Мухамед VI је убијен убодом копља .                                                                                    | Насриди   | [[Датотека: \|80п\|]] |
| Мухамед V од Гранаде арап. (друга владавина) | 4. јануар 1338 — 16. јануар 1391. (53 године)     | фебруар 1362.     | 16. јануар 1391.  | - Син Јусуфа I; - Искористио је кризе у Круни Кастиље: напади на Алхесирас и на долину Гвадалкивира; - Владао до смрти .                                                                                                 | Насриди   | [[Датотека: \|80п\|]] |
| Јусуф II од Гранаде арап.                    | Умро 3. октобра 1392.                             | 16. јануар 1391.  | 1392.             | - Син Мухамеда V; - Био је мирољубив и мецена уметности; - Непријатељи су га бацили у тамницу и отровали . | Насриди   |                       |

### XV век
| Име владара                                     | Животни век                          | Почетак владавине | Крај владавине    | Белешке | Династија | Слика                                            |
| Мухамед VII од Гранаде арап.                    | 1370 — 1408. (38 године)             | 1392.             | 1408.             | - Син Јусуфа II; - Искористио је кризе у Круни Кастиље: напади на Алхесирас и на долину Гвадалкивира; - Владао до смрти .                                                                                | Насриди   | [[Датотека: \|80п\|]]                            |
| Јусуф III од Гранаде арап.                      | 1376 — 6. новембар 1417. (41 године) | 1408.             | 6. новембар 1417. | - Син Јусуфа II; - Пораз у рату против Круне Кастиље: примирје; - Владао до смрти . | Насриди   | [[Датотека: \|80п\|]]                            |
| Мухамед VIII од Гранаде арап.                   | 1411 — 1431. (20 година)             | 1417.             | 1419.             | - Син Јусуфа III; - Сва власт је била у рукама Алија ел-Амина; - 1419. — породица Абенсераги га је свргнула с престола .                                                                                 | Насриди   | [[Датотека: \|80п\|]]                            |
| Мухамед IX од Гранаде арап.                     | 1396 — 1454. (58 година)             | 1419.             | 1427.             | - Унук Мухамеда V; - Сва власт била у рукама Абенсерага; - 1427. — свргнут је због тога што су Абесенраги постали превише моћни .                                                                        | Насриди   | [[Датотека: \|80п\|]]                            |
| Мухамед VIII од Гранаде арап. (друга владавина) | 1411 — 1431. (20 година)             | 1427.             | 1429.             | - Син Јусуфа III; - Дворјани су га вратили на престо јер су Абесенраги били превише моћни; - 1429. — Абесенраги су вратили Мухамеда IX на престо .                                                       | Насриди   | [[Датотека: \|80п\|]]                            |
| Мухамед IX од Гранаде арап. (друга владавина)   | 1396 — 1454. (58 година)             | 1429.             | децембар 1431.    | - Унук Мухамеда V; - Сва власт била у рукама Абенсерага; - 1431. — Круна Кастиље га је свргла и он је побегао у Алмерију .                                                                               | Насриди   | [[Датотека: \|80п\|]]                            |
| Јусуф IV од Гранаде арап.                       | Умро 1432.                           | 1. јануара 1432.  | април 1432.       | - Син Мухамеда VI; - 1432. — предао се Мухамеду, који га је погубио . | Насриди   | [[Датотека: \|80п\|]]                            |
| Мухамед IX од Гранаде арап. (трећа владавина)   | 1396 — 1454. (58 година)             | април 1432.       | јануар 1445.      | - Унук Мухамеда V; - Од 1432. до 1439. — рат против Кастиље: пораз; - 1445. — свргнуо га је Мухамед X .                                                                                                  | Насриди   | [[Датотека: \|80п\|]]                            |
| Мухамед X од Гранаде арап.                      | 1415 — 1454. (39 година)             | јануар 1445.      | јун 1445.         | - Синовац Мухамеда IX; - 1445. — свргнуо га је Јусуф V . | Насриди   | [[Датотека: \|80п\|]]                            |
| Јусуф V од Гранаде арап.                        | Умро 1462.                           | јун 1445.         | јануар 1446.      | - Унук Јусуфа II; - 1446. — Мухамед IX се вратио на престо . | Насриди   | [[Датотека: \|80п\|]]                            |
| Мухамед IX од Гранаде арап. (четврта владавина) | 1396 — 1454. (58 година)             | јануар 1446.      | 1454.             | - Унук Мухамеда V; - Владао до смрти . | Насриди   | [[Датотека: \|80п\|]]                            |
| Мухамед XI од Гранаде арап. (четврта владавина) | Умро 1454.                           | 1451.             | 1454.             | - Син Мухамеда VIII; - 1451. — победио је Мухамеда IX у Мурсији и прогласио се за султана; - Био је султан источног дела Емирата; - 1454. — освојио је Гранаду; - 1454. — свргнуо га је узурпатор Саид . | Насриди   | [[Датотека: \|80п\|]]                            |
| Саид од Гранаде арап.                           | Умро 1465.                           | 1454.             | јул 1462.         | - Унук Јусуфа II; - Неуспешни рат против Кастиље; - Породица Абенсерага га је свргнула с престола . | Насриди   | [[Датотека: \|80п\|]]                            |
| Јусуф V од Гранаде арап. (друга владавина)      | Умро у децембру 1462.                | јул 1462.         | 1462.             | - Унук Јусуфа II; - Неуспешни рат против Кастиље; - Владао до смрти . | Насриди   | [[Датотека: \|80п\|]]                            |
| Саид од Гранаде арап. (друга владавина)         | Умро 1465.                           | децембар 1462.    | 1464.             | - Унук Јусуфа II; - Неуспешни рат против Кастиље; - Породица Абенсерага га је свргнула с престола . | Насриди   | [[Датотека: \|80п\|]]                            |
| Абу ел-Хасан Али арап.                          | Умро 1485.                           | 1464.             | 1482.             | - Син Саида; - Неуспешни рат против Кастиље; - Свргнуо га Мухамед XII . | Насриди   | [[Датотека: \|80п\|]]                            |
| Мухамед XII од Гранаде арап.                    | 1459 — око 1530. (око 71 годину)     | 1482.             | 1483.             | - Син Абу ел-Хасана Алија; - Неуспешни рат против Кастиље; - Заробили га Кастиљани и Абу ел-Хасан Али је то искористио и свргнуо га .                                                                    | Насриди   | [[Датотека:El rey chico de Granada.jpg \|80п\|]] |
| Абу ел-Хасан Али арап. (друга владавина)        | Умро 1485.                           | 1483.             | 1485.             | - Син Саида; - Неуспешни рат против Кастиље; - Свргнуо га је син Мухамед XIII . | Насриди   | [[Датотека: \|80п\|]]                            |
| Мухамед XIII од Гранаде арап.                   | око 1444 — око 1494. (око 50 година) | 1485.             | 1487.             | - Син Абу ел-Хасана Алија; - Неуспешни рат против Кастиље; - Мухамед XII га је победио у бици и свргуно га .                                                                                             | Насриди   | [[Датотека: \|80п\|]]                            |
| Мухамед XII од Гранаде арап. (друга владавина)  | 1459 — око 1530. (око 71 годину)     | 1487.             | 1492.             | - Син Абу ел-Хасана Алија; - Неуспешни рат против Кастиље; - 1492. — Пад Гранаде под власт Круне Кастиље: крај Емирата .                                                                                 | Насриди   |                                                  |